# Tolochenaz
Tolochenaz (toponimo francese) è un comune svizzero di 1 866 abitanti del Canton Vaud, nel distretto di Morges.

## Geografia fisica
Tolochenaz è affacciato sul lago di Ginevra.

## Monumenti e luoghi d'interesse
- Chiesa riformata, attestata dal 1228 e ricostruita nel 1933[1];
- Tomba dell’attrice Audrey Hepburn[senza fonte].

## Società

### Evoluzione demografica
L'evoluzione demografica è riportata nella seguente tabella:
Abitanti censiti

## Infrastrutture e trasporti
Tolochenaz è servito dall'omonima stazione sulla ferrovia Losanna-Ginevra.

## Amministrazione
Ogni famiglia originaria del luogo fa parte del cosiddetto comune patriziale e ha la responsabilità della manutenzione di ogni bene ricadente all'interno dei confini del comune.